# Джамбеков, Умар
Умар Джамбеков (род. 20 ноября 1997, Грозный, Чеченская Республика Ичкерия) — австрийский боксёр-профессионал, чеченского происхождения, выступающий в средней, во второй средней и в полутяжёлой весовых категориях. Член сборной команды Австрии по боксу, многократный чемпион Австрии (2016, 2017, 2019), многократный победитель и призёр международных и национальных турниров в любителях.
Лучшая позиция по рейтингу BoxRec — 19-я (июль 2025) и является 1-м среди австрийских боксёров полутяжёлой весовой категории, — входя в ТОП-20 лучших полутяжеловесов всего мира.

## Любительская карьера

### 2012—2013 годы
В ноябре 2012 года завоевал серебряную медаль чемпионата Австрии среди юниоров в лёгкой весовой категории (до 60 кг).
В ноябре 2013 года стал чемпионом Австрии среди юниоров в средней весовой категории (до 75 кг).

### 2016—2017 годы

#### Чемпионат Австрии 2016
Выступал в полутяжёлой весовой категории (до 81 кг). Стал чемпионом.
В марте 2016 года стал чемпионом Австрии среди юношей до 23 лет в полутяжёлой весовой категории (до 81 кг).
В апреле 2017 года стал чемпионом Австрии среди юношей до 23 лет в полутяжёлой весовой категории (до 81 кг).

#### Чемпионат Австрии 2017
Выступал в полутяжёлой весовой категории (до 81 кг). В полуфинале победил Кристиана Ошодина. В финале победил Ислама Аслаханова.

### 2019—2021 годы

#### Европейские игры 2019
Выступал в полутяжёлой весовой категории (до 81 кг). В 1/16 финала победил норвежца Александера Мартинсена. В 1/8 финала проиграл британцу Бенджамину Уиттакеру.

#### Чемпионат мира 2019
Выступал в полутяжёлой весовой категории (до 81 кг). В 1/32 финала победил японца Рена Умемуру. В 1/16 финала победил американца Атифа Оберлтона. В 1/8 финала проиграл азербайджанцу Лорену Альфонсо Домингесу.

#### Чемпионат Австрии 2019
Выступал в полутяжёлой весовой категории (до 81 кг). Стал чемпионом.

#### Отбор наОлимпийские игры 2020 года
В начале июня 2021 года в Париже (Франция) участвовал на Европейском Олимпийском квалификационном турнире, где он в 1/16 финала соревнований по очкам (2:3) проиграл опытному хорвату Луке Плантичу, и не смог пройти квалификацию и получить лицензию на Олимпийские игры 2020 года.

## Профессиональная карьера
17 июля 2021 года состоялся его дебют на профессиональном ринге в Вене (Австрия), в полутяжёлом весе, когда он по очкам (счёт: 40-36) победил грузина Георгия Канделаки (11-38-3).
4 сентября 2021 года в Любеке (Германия) провел второй бой досрочно путем отказа от боя после первого раунда победив Догана Курнаса (3-29).
Вернулся на ринг в 2023 году и все последующие бои проводил в США под патронажем Тома Лёффлера (360 Promotions) и тренируясь в легендарном зале Wild Card:
9 июня 2023 года в Коммерсе (Калифорния, США) встретился с аргентинцем Хавьером Андино (24-14-1). С первых секунд занял центр ринга и начал давить, во втором раунде Андино оказался в нокдауне от удара по корпусу, в третьем раунде после удара справа в корпусу и второго нокдауна рефери останавливает бой.
9 ноября 2023 года в Нью-Йорке (США) с рекордом (7-0, 6 КО) впервые победил по очкам француза Фредерика Жулана (13-3, 10 КО). Счёт судей: 79-73 и дважды 78-74.
31 августа 2023 года в Санта-Инесе, штат Калифорния в рамках полутяжелого веса встретился с американцем Эдвардом Ортизом (13-2-2, 5 КО). Бой начался с разменов, но Джамбеков за счёт скорости и комбинаций смог нокаутировать соперника в 4-м раунде.
26 октября 2024 в Коммерсе (Калифорния, США) в стартовом раунде трижды отправляет в нокдаун Эрика Роблеса (10-4, 9 КО). Итог: КО1.
19 апреля 2025 года в Коммерсе (Калифорния, США) в стартовом раунде нокаутировал 34-летнего Сонни Макьюэн (11-2, 7 КО) который из крузервейта перешел в полутяжёлый вес. Макьюэн почти сразу же пропустил точный правый прямой и оказался в нокдауне. Он смог встать, но почти сразу же получил серию ударов в углу ринга и рефери был вынужден остановить бой.
21 июня 2025 года в Санта-Инесе (Калифорния) прошел по очкам в упорном бою экс-претендента 41-летнего Роамером Ангуло (28-4, 23 КО). Ветеран работал передней рукой, контроллировал пространство ринга, не уступая в скорости боле молодому Умару. Джамбеков выглядел зажатым и скованным. К середине боя инициатива перешла к австрийцу, Ангуло стал брать паузы и скрываться за блоком. Также у колумбийца просела реакция и скорость. В 7-м раунде он чуть было не упал в нокдаун, но смог выстоять. Счёт боя: 75-77, 72-80, 73-79 в пользу Умара.

## Статистика профессиональных боёв
В таблице перечислены результаты всех поединков боксёров.
В каждой строке указан результат поединка. Дополнительно номер поединка обозначен цветом, который обозначает итог поединка. Расшифровка обозначений и цветов представлена в нижеследующей таблице.
| Пример | Расшифровка                     |
| ------ | ------------------------------- |
|        | Победа                          |
|        | Ничья                           |
|        | Поражение                       |
|        | Планируемый поединок            |
|        | Поединок признан несостоявшимся |
| КО     | Нокаут                          |
| ТКО    | Технический нокаут              |
| PTS    | Решение судей (по очкам)        |
| UD     | Единогласное решение судей      |
| MD     | Решение большинства судей       |
| SD     | Раздельное решение судей        |
| RTD    | Отказ от продолжения боя        |
| DQ     | Дисквалификация                 |
| NC     | Поединок признан несостоявшимся |

| 12 поединков, 12 побед (8 нокаутом). | 12 поединков, 12 побед (8 нокаутом). | 12 поединков, 12 побед (8 нокаутом). | 12 поединков, 12 побед (8 нокаутом). | 12 поединков, 12 побед (8 нокаутом).                   | 12 поединков, 12 побед (8 нокаутом). | 12 поединков, 12 побед (8 нокаутом).         |
| Бой                                  | Рекорд                               | Дата боя                             | Соперник                             | Место проведения боя                                   | Раундов, время                       | Примечание                                   |
| ------------------------------------ | ------------------------------------ | ------------------------------------ | ------------------------------------ | ------------------------------------------------------ | ------------------------------------ | -------------------------------------------- |
| 11                                   | 11-0                                 | 19 апреля 2025                       | Сонни Макивен (11-1)                 | Commerce Casino, Коммерс, Калифорния, США              | KO 1 (8), 2:17                       |                                              |
| 10                                   | 10-0                                 | 26 октября 2024                      | Эрик Роблес (10-4)                   | Commerce Casino, Коммерс, Калифорния, США              | KO 1 (8), 2:14                       |                                              |
| 9                                    | 9-0                                  | 31 августа 2024                      | Эдвард Джерами Ортис (13-1-2)        | Chumash Casino, Санта-Инез, Калифорния, США            | KO 4 (8), 0:54                       |                                              |
| 8                                    | 8-0                                  | 9 ноября 2023                        | Фредерик Жюлан (13-2)                | Мэдисон-сквер-гарден, Нью-Йорк, штат Нью-Йорк, США     | UD 8 (8)                             | Счёт: 79-73, 78-74 (дважды).                 |
| 7                                    | 7-0                                  | 26 августа 2023                      | Давид Сегарра (35-10-1)              | Commerce Casino, Коммерс, Калифорния, США              | KO 1 (8), 0:59                       |                                              |
| 6                                    | 6-0                                  | 22 июля 2023                         | Кваме Риттер (10-0)                  | Chumash Casino, Санта-Инез, Калифорния, США            | UD 8 (8)                             | Счёт: 78-74, 79-73 (дважды).                 |
| 5                                    | 5-0                                  | 9 июня 2023                          | Криспуло Хавьер Андино (24-14-1)     | Commerce Casino, Коммерс, Калифорния, США              | KO 3 (8), 1:57                       |                                              |
| 4                                    | 4-0                                  | 14 апреля 2023                       | Натан Дэвис Шарп (4-4)               | Commerce Casino, Коммерс, Калифорния, США              | KO 3 (4), 2:24                       |                                              |
| 3                                    | 3-0                                  | 27 января 2023                       | Энтони Флеминг (2-0)                 | Quiet Cannon Country Club, Монтебелло, Калифорния, США | KO 4 (6), 1:22                       | Флеминг в нокдауне в 4-м раунде.             |
| 2                                    | 2-0                                  | 4 сентября 2021                      | Доган Курназ (3-29)                  | Hansehalle, Любек, Шлезвиг-Гольштейн, Германия         | RTD 1 (4), 3:00                      |                                              |
| 1                                    | 1-0                                  | 17 июля 2021                         | Георгий Канделаки (11-38-3)          | Haus der Begegnung, Вена, Австрия                      | PTS 4 (4)                            | Счёт: 40-36. Дебют в профессиональном боксе. |
| Бой                                  | Рекорд                               | Дата боя                             | Соперник                             | Место проведения боя                                   | Раундов, время                       | Примечание                                   |

## Титулы и достижения
- 2012  Серебряный призёр чемпионата Австрии среди юниоров в лёгком весе (до 60 кг).
- 2013  Чемпион Австрии среди юниоров в среднем весе (до 75 кг).
- 2016  Чемпион Австрии в полутяжёлом весе (до 81 кг).
- 2016  Чемпион Австрии среди юношей до 23 лет в полутяжёлом весе (до 81 кг).
- 2017  Чемпион Австрии среди юношей до 23 лет в полутяжёлом весе (до 81 кг).
- 2017  Чемпион Австрии в полутяжёлом весе (до 81 кг).
- 2019  Чемпион Австрии в полутяжёлом весе (до 81 кг).